# Erik Bellander
Erik Gustaf Bellander, född 3 juni 1901 i Stockholm, död 23 oktober 1982 i Salems församling, Stockholms län, var en svensk museiintendent. 
Bellander, som var son till kamrer Gustaf Bellander och Berta Nilsson, avlade studentexamen 1920, blev filosofie kandidat 1928 och filosofie licentiat 1937. Han blev fältarkeolog på Riksantikvarieämbetets fornminnesavdelning 1928, museiteknisk assistent på Armémuseum 1935 och var intendent där från 1945. Han författade bland annat Bidrag till Dackefejdens historia (1929), Gästriklands järnåldersbebyggelse (I. 1939; II, 1945), Arméns beklädnad (i Svenska armén genom tiderna, 1949) och Den Rålambska uniformssamlingen (1952). Bellander är begravd på Norra begravningsplatsen utanför Stockholm.